# グラッちゃお!
『グラッちゃお!』（ぐらっちゃお!）は、エンタメ〜テレで初期から放送されているテレビ番組。

## 概要
放送初期からハイビジョン放送で放送されている、エンタメ～テレが厳選したグラビアアイドルのDVDの作品の映像をそのまま放送する番組。オープニングはテロップのみ映し出され、音楽はない。最後には制作者のクレジットが映し出される。配給会社・制作会社は毎回入れ変わる。放送初期は毎月2人のグラビアアイドルのDVDの放送だった。

## 関連番組
- 美少女NAVI - エンターメ～テレHDが厳選したグラビアアイドルのDVD作品を放送する番組。オンエアで紹介したイメージDVD・着エロ作品やその出演者に関することも放送されていた[2]。また、番組ブログも開設されていた[3]。2012年3月に終了。
- 水着DEしちゃお[4] - エンタメ～テレHDで2010年8月まで放送[5]。ビキニ姿でダーツやビリヤード、時には料理などに挑戦。まったり、じっくりと水着姿を楽しむことができるお色気の新感覚番組。
- アイドルニッポン!! - アイドルという域を超え、女優として、歌手として、またマルチな才能を発揮して、バラエティ番組等にもひっぱりだこの、人気アイドルたちを紹介する番組。2015年9月（200回╱久松郁実）に終了した[6]。